# Bedford (borough)
Bedford – dystrykt o statusie borough i unitary authority, w hrabstwie ceremonialnym Bedfordshire w południowej Anglii. Obejmuje miasto Bedford i otaczający je region.

## Miasta
- Bedford
- Kempston
- Wixams

## Inne miejscowości
Begwary, Biddenham, Bletsoe, Bolnhurst, Box End, Bromham, Cardington, Carlton, Chawston, Chellington, Clapham, Colesden, Colmworth, Cople, Cotton End, Duck’s Cross, Duloe, Eastcotts, Elstow, Farndish, Felmersham, Great Barford, Great Denham, Harrold, Harrowden, Herrings Green, Hinwick, Honeydon, Keeley Green, Kempston Hardwick, Keysoe, Keysoe Row, Knotting Green, Knotting, Little Barford, Little Staughton, Lower Dean, Melchbourne, Milton Ernest, Oakley, Odell, Pavenham, Pertenhall, Podington, Radwell, Ravensden, Renhold, Riseley, Roxton, Salph End, Sharnbrook, Shelton, Shortstown, Souldrop, Stagsden, Staploe, Stevington, Stewartby, Swineshead, Thurleigh, Turvey, Upper Dean, Upper Staploe, West End, Wilden, Willington, Wilstead, Wood End, Wootton, Wyboston, Wymington, Yelden.